# Dziesięcina (miara powierzchni)
Dziesięcina, także: dziesiatyna (ros. десятина 'dziesiąta część') – dawna miara powierzchni gruntu. 
Dziesięcina na terenach zaboru rosyjskiego, które nie tworzyły Królestwa Kongresowego, czyli na wschód od Bugu i linii Ciechanowiec-Łapy-Tykocin-Biebrza-Niemen, w XIX wieku i na początku XX, była urzędową miarą powierzchni gruntów.
Początkowo oznaczała kwadrat o boku długości 1/10 wiorsty (czyli o boku 50 sążni). 
Stosowane były dwie jednostki o tej nazwie: 
- dziesięcina tzw. skarbowa = 10925,2 m² = 1,09252 ha

inne przeliczenia tej miary: 1 dziesięcina = 2400 sążni kw. = 1,9508 morgów n. p. = 109,252 arów
- dziesięcina tzw. większa (o 1/3, nazywana też "dużą") = 14567 m² = 1,4567 ha.

Obie były stosowane równolegle, co stwarza trudność w przeliczaniu wielkości gruntów na dzisiejsze jednostki.